# Tiberio Plauzio Silvano Eliano
Tiberio Plauzio Silvano Eliano (latino: Tiberius Plautius Silvanus Aelianus, anche noto solo come Plauzio Eliano; fl. 24 - 74) è stato un senatore, generale e sacerdote romano, console due volte e pontefice massimo.

## Biografia
Figlio naturale di Lucio Elio Lamia, console nel 3, fu adottato, non più tardi del 24, dal pretore Marco Plauzio Silvano, fratello della prima moglie dell'imperatore Claudio, morto suicida quell'anno dopo essere stato accusato di aver ucciso la sua seconda moglie. Ricoprì incarichi politici, militari e religiosi. 
Nel 45, ricoprì per la prima volta la carica di console.
Dal 61 al 66, sotto Nerone, fu legato per la Mesia, che governò con un massiccio uso della strategia della "terra bruciata". Si occupò inoltre dell'invio di grano dalla sua provincia verso Roma, in difficoltà a causa dell'incendio del 64. Entro la fine del suo incarico, aveva forzato oltre 100.000 abitanti delle zone oltre il Danubio, fra cui molti capitribù, a emigrare in Mesia e a giurare fedeltà a Roma. 
Nel 67, fu nominato governatore della Spagna, da cui fu richiamato nel 69, quando Vespasiano lo nominò prefetto urbano. Soddisfatto del suo operato, Vespasiano lo propose per un trionfo a ricompensa del suo servizio in Mesia, una sottile critica verso la precedente ingratitudine di Nerone. Il Senato voto a favore della proposta, e Eliano celebrò il suo trionfo intorno al 70. 
Nel 70 fu anche nominato pontefice massimo, e in questa veste condusse le preghiere per la posa della prima pietra del Campidoglio.
Nel 74, ricoprì per la seconda volta la carica di console. Dopo di allora, non si hanno più sue notizie.
Suo figlio, Lucio Elio Lamia Plauzio Eliano, fu console nell'80. 